# Marcus Postumius Festus
Marcus Postumius Festus (fl. 160) est un homme politique de l'Empire romain.

## Biographie
Il est le fils d'un Postumius et frère de Postumia Festa, femme de Gaius Rufius Festus, chevalier, descendant du philosophe Gaius Musonius Rufus et du poète Gaius Caesius Bassus.
Il est consul suffect en 160.
Il s'est marié avec Vibia Paulla, fille de Titus Clodius Vibius Varus. Ils sont les parents de Postumia Varia, femme de Titus Flavius Titianus.